# ぼたん (千代田区)
ぼたんは、東京都千代田区神田須田町にある、明治時代に創業の鳥のすき焼き専門店。

## 概要
1897年（明治30年）頃、現在地に鳥すきの専門店として創業した。1929年（昭和4年）、現在の木造の建物を建造した。その後、年代は不詳だが、木造の建物の改修工事と、一部を鉄筋コンクリート造に建替えた。2001年（平成13年）には、東京都の歴史的建造物に選定され、今日に至っている。昭和期の主人は鉱物学者として高名であった桜井欽一。

## 沿革
- 年代不詳 - 1897年（明治30年）頃にすきやき店を創業した。
- 1929年（昭和4年） - 現在の建物を建造した。
- 2001年（平成13年） - 建物が東京都の歴史的建造物に選定された。

## 文化財
都選定歴史的建造物 - 2001年選定
ぼたん
建設年 - 1929年（昭和4年）、設計者 - 不詳、構造規模 - 木造一部鉄筋コンクリート造3階、概要 - 玄関の格式高い式台が通りすがりに見える。入母屋造りで、一部改修されているが建設当時の界わいの雰囲気をよく伝えている。

## 大正時代
「東京名代の鳥料理ぼたん」 - 大正時代の名所名物案内の著述

## ギャラリー

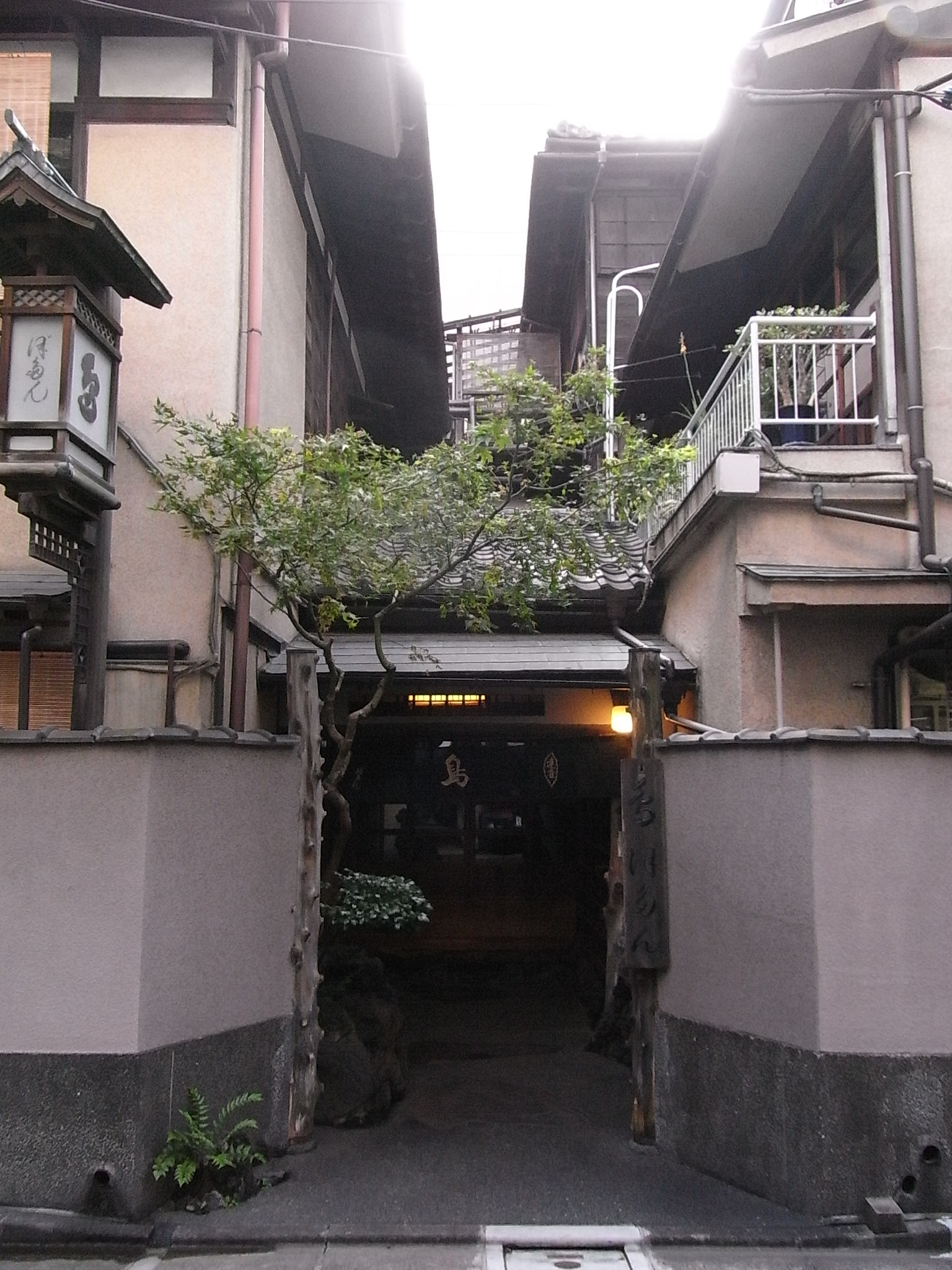
北側の外観を見る（2009年10月1日撮影）
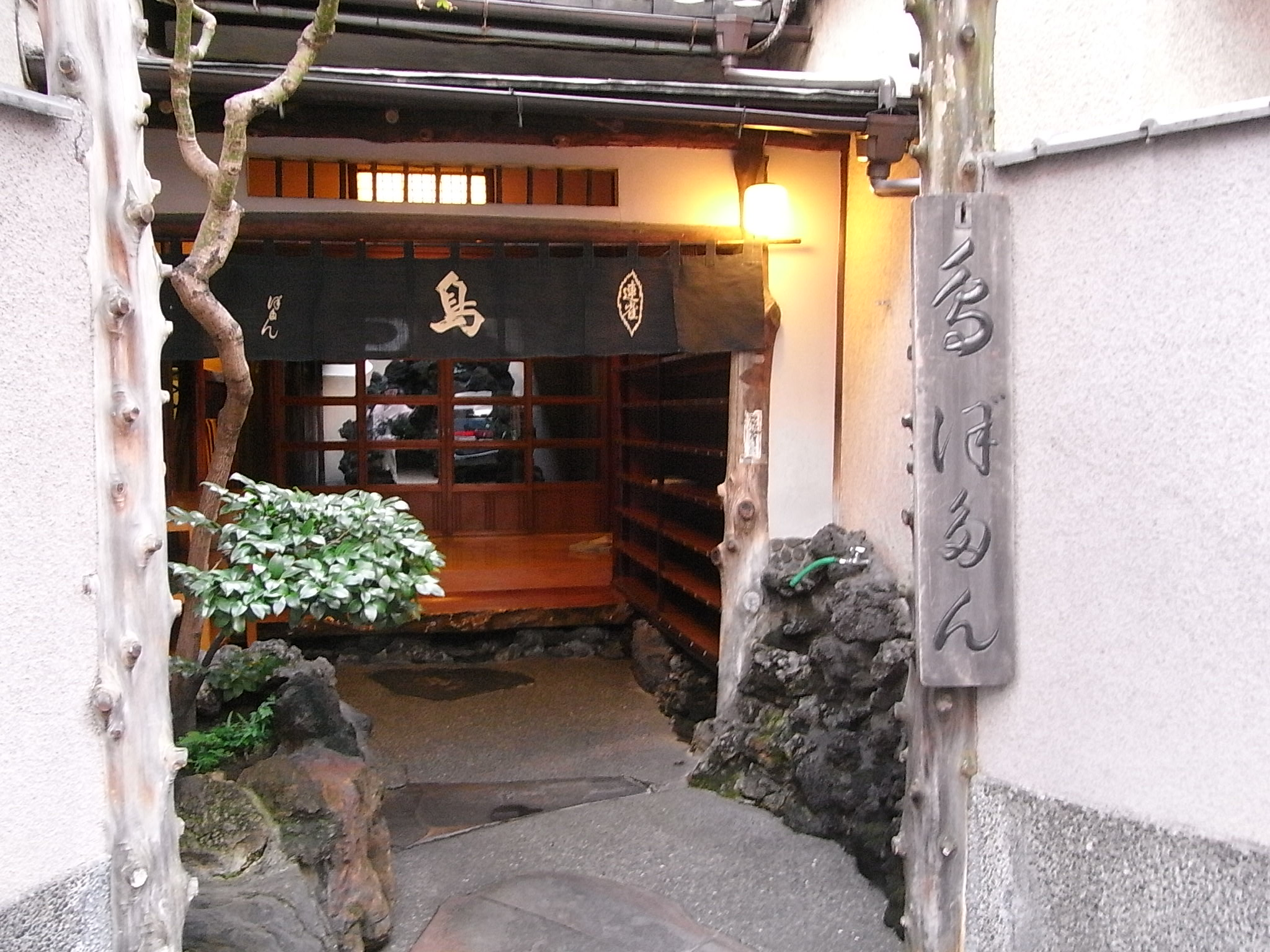
入口まわりを見る（2009年10月1日撮影）
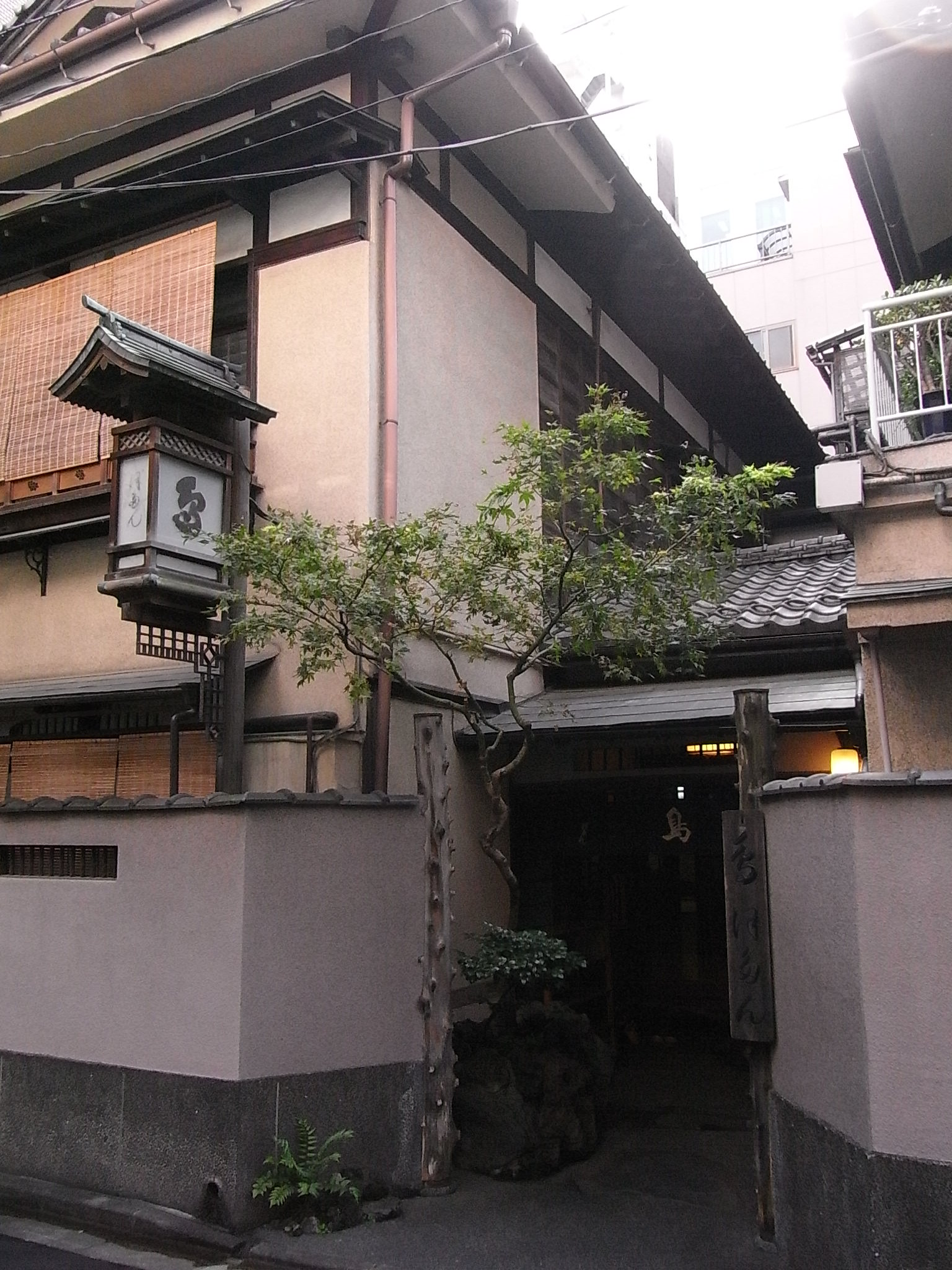
北側の外観を見る（2009年10月1日撮影）
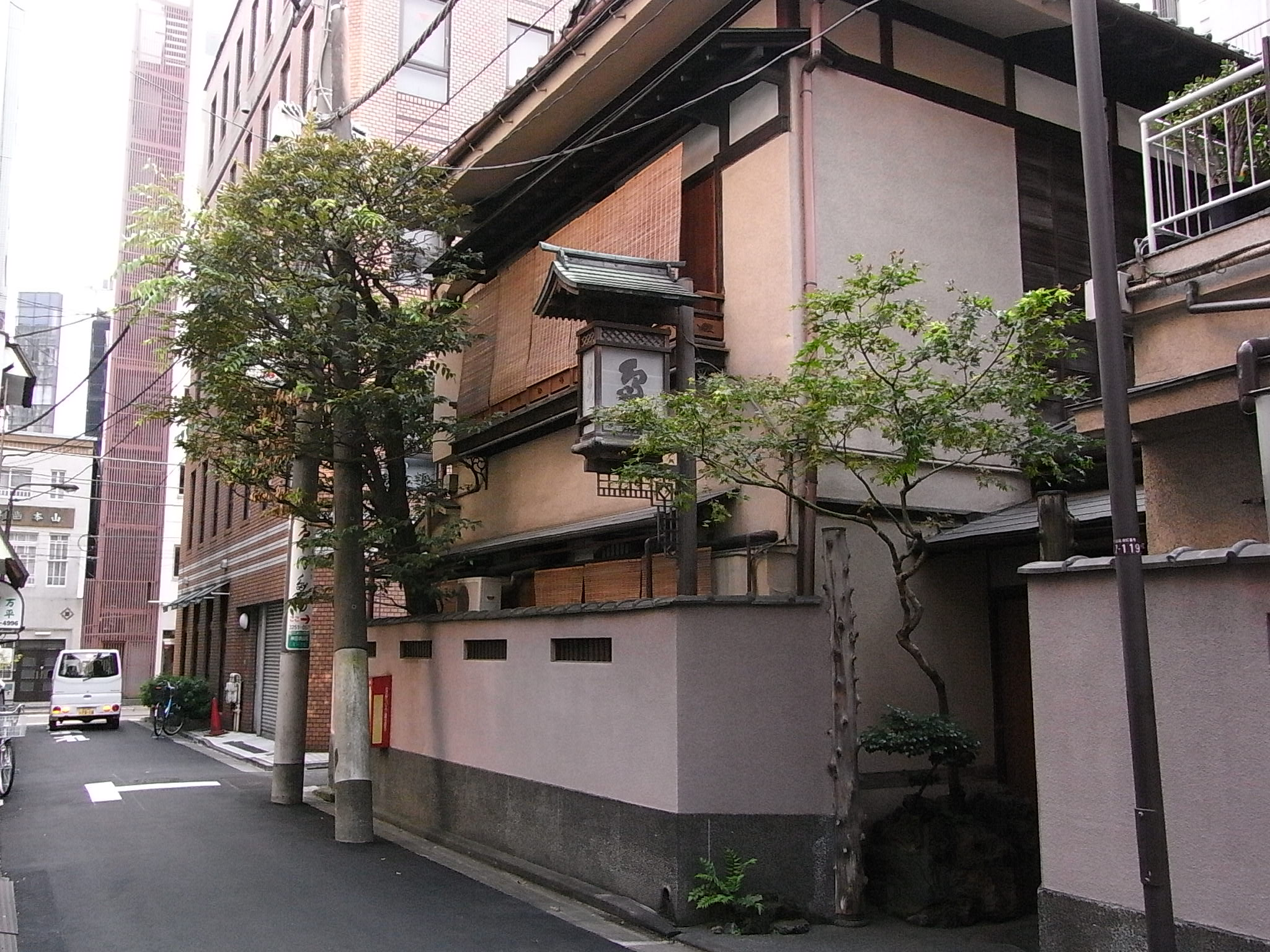
北側の外観を見る（2009年9月27日撮影）
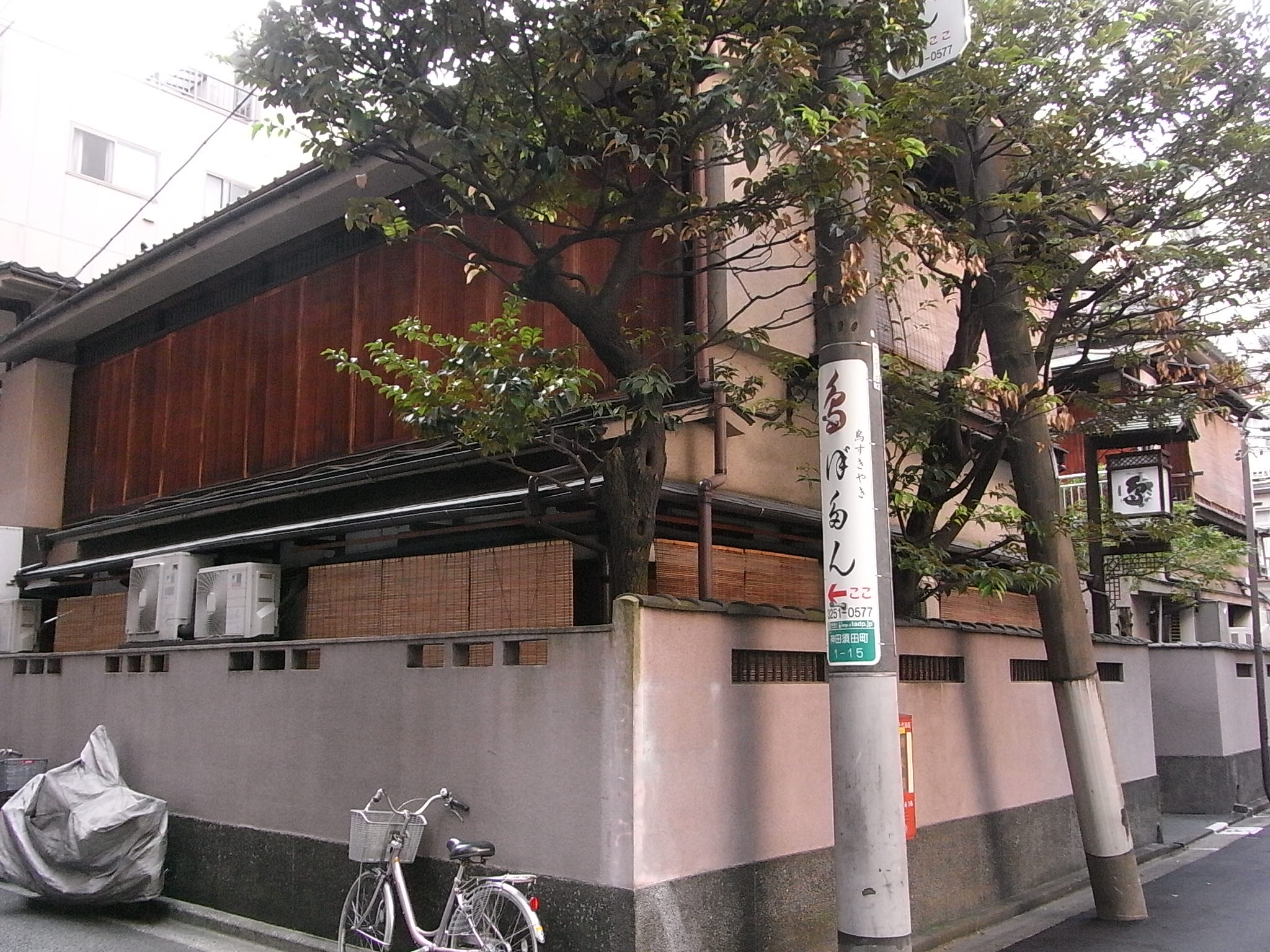
北東側の外観を見る（2009年9月27日撮影）
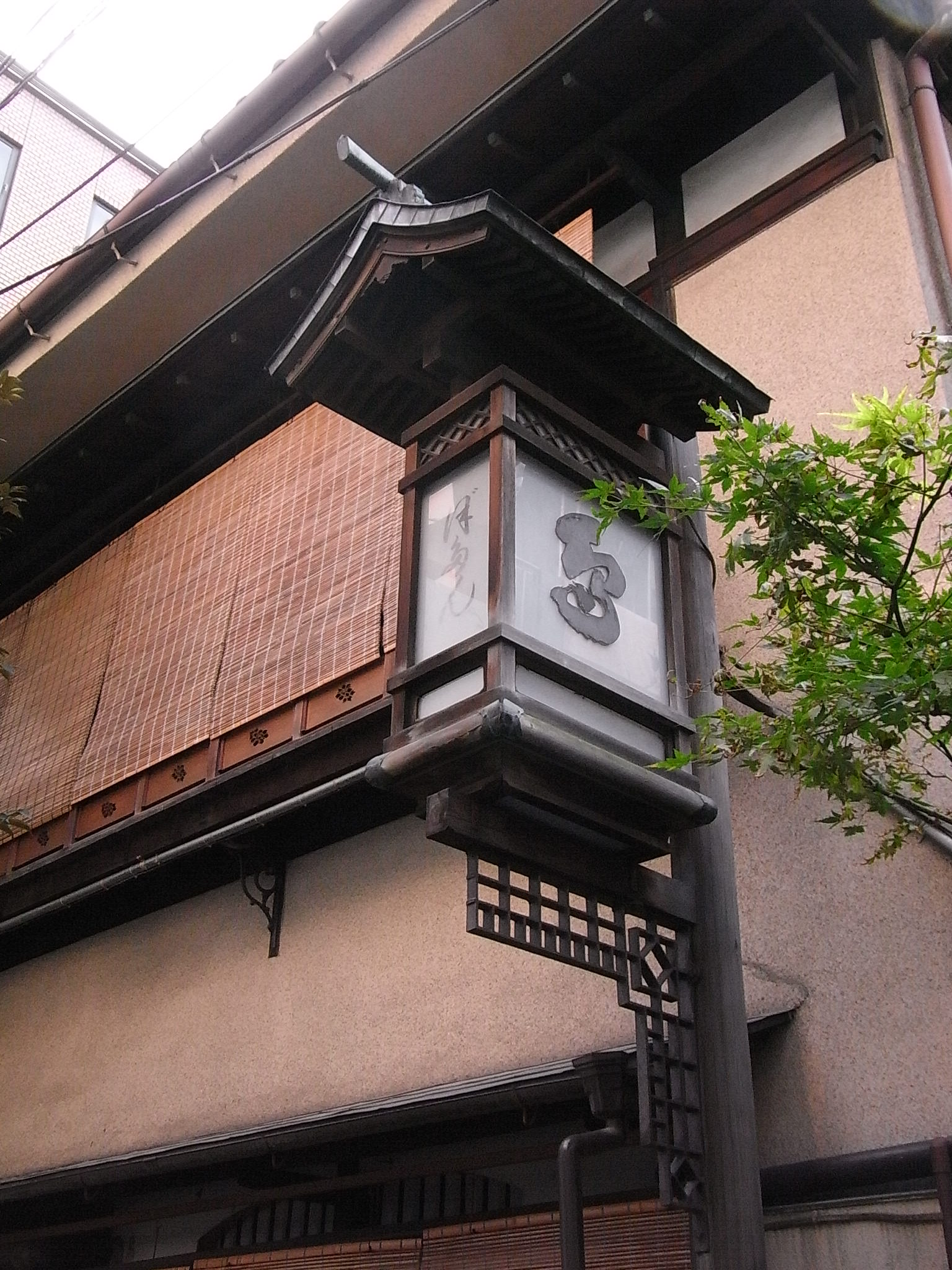
2階の外観と看板を見る（2009年9月27日撮影）
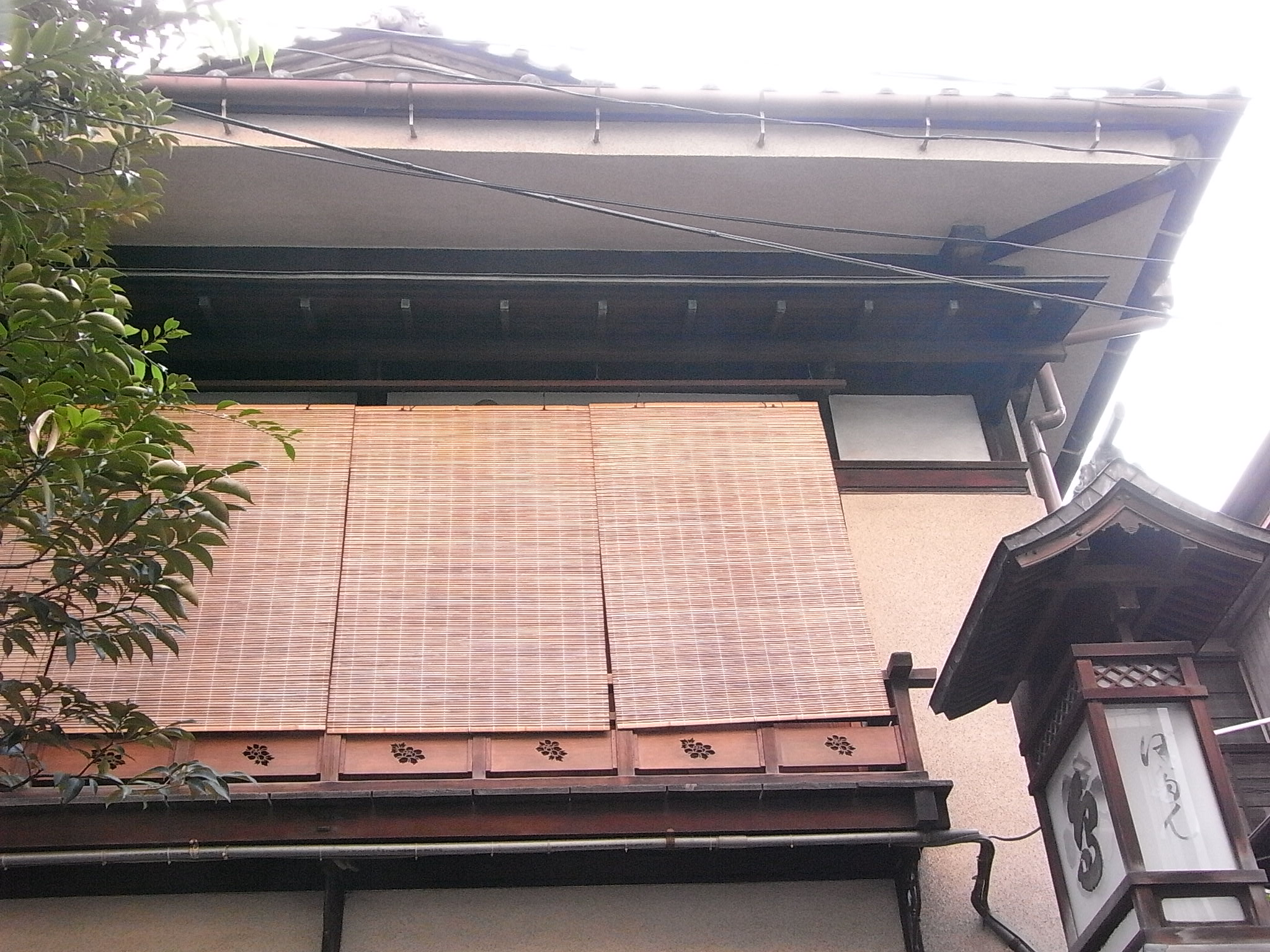
2階の外観を見上げる（2009年9月27日撮影）